# 天狗岩用水
天狗岩用水（てんぐいわようすい）は、群馬県中南部を流れる農業用水路。用水開鑿に天狗の助けがあったとの伝説があることからこの名がある（後述）。江戸時代には植野堰（うえのぜき）及び天狗岩堰（てんぐいわぜき）と称された。また上流を越中堀（秋元越中守長朝が開鑿したため）、下流を備前堀、代官堀（関東代官伊奈備前守忠次が開鑿したため）と称する別名もある。

## 概要
総社藩主秋元長朝によって、慶長7年（1602年）に工事が開始され、慶長9年（1604年）に完成した。

## 流路
利根川を水源として、佐久発電所放水路トンネル及び坂東大堰（利根川左岸、坂東橋北）（渋川市北橘町真壁）から取水し、天狗岩用水と広桃用水、大正用水に分水される。坂東大堰頭首工内暗渠（坂東橋南）を通り利根川右岸へ送られる。渋川市半田を通り北群馬郡吉岡町漆原の天狗岩発電所に至り、同発電所利根川放水門を導水路（延長4.6km）終点とする。導水路終点の調整樋門から五千石分水工（前橋市総社町植野）に至る延長2.5kmが幹線となる。五千石分水工から1.7km流下した一級河川八幡川合流地点（前橋市総社町4丁目地先）までが農業用水路である。八幡川と合流すると一級河川滝川となり、高崎市を経由して佐波郡玉村町飯倉で烏川に合流する。滝川の延長20.5kmには14ヶ所の取水堰が設置されている。

## 沿革
- 慶長6年（1601年） - 秋元長朝が総社藩主となる[5]。
- 慶長7年（1602年） - 天狗岩用水開鑿開始。『植野村内林根元記』によれば取水地の漆原村は白井藩の領地であったことから、夜間に測量を行ったとされている[5]。
- 慶長9年（1604年）秋 - 天狗岩用水完成。秋元家の記録である『秋錦録』には「慶長三ヶ年之貢ヲ擲（すて）て其用ヲナス。」と3年間の免租を行い開鑿を実行したと記述される[6]。当初の取水口は漆原村瀬来（現・吉岡町漆原南部）付近とみられる[7][8]。この時期の用水の末端は群馬郡滝村（現・高崎市上滝町）で井野川に合流していたものとみられる[9]。
- 慶長10年（1605年） - 関東代官伊那忠次が玉村方面への用水延長工事を開始[3]。
- 慶長15年（1610年） - 玉村方面への延長工事完了。取入口拡張と天狗岩用水の拡幅も同時に行われた[10]。昌楽寺（前橋市元総社町）所蔵の古図によれば取水口から滝川の末口まで1万2850間余（約23,130メートル）、文化8年（1811年）の訴状では末口の那波郡川井村まで凡そ6里（約24キロメートル）とされている[11]。
- 安永5年（1776年） - 力田遺愛碑建立。
- 明治27年（1893年） - 群馬県で最初の営業発電所、前橋電灯株式会社が群馬郡総社町植野（現・前橋市総社町植野）で発電開始[12]。
- 明治39年（1906年）7月 - 洪水により被害、流路を西に移し翌年竣工[13]。
- 昭和22年（1947年）9月 - カスリーン台風により制水門が破壊[14]。
- 昭和23年（1948年）9月 - アイオン台風により応急復旧工事部が破壊[14]。
- 昭和26年（1951年）12月 - 坂東大堰取り入れ合口（広桃用水・大正用水と共用）、利根川横断暗渠完成[14]。
- 昭和40年（1965年） - 県営坂東合口（第二期）土地改良事業着工[15]。
- 昭和47年（1972年） - 県営坂東合口（第二期）土地改良事業竣工。取水口は佐久発電所放水口に直結された[15]。
- 昭和57年（1982年）6月 - 県営天狗岩発電所完成[16]。
- 令和2年（2020年） - 世界かんがい施設遺産登録[17]。

## 五千石堰用水
前橋市総社町植野から天狗岩用水を分水し、城の内濠の用水、宿場用水、水田用水を兼ねたもの。天狗岩用水から東に分水され城下町を通った後樋で天狗岩用水を越え西へ送られる。勝山城の城用水として利用された牛王頭川を分水し、天狗岩用水開鑿以前からあったと伝えられる。用水を利用する地域の石高が五千石に達したことからこの名があるとされる。

## 天狗来助伝説
天狗岩用水の名前の由来となった以下のような伝説がある。
用水開鑿工事中、動かすことも砕くことも困難な巨石が存在し、どうすることもできずに数日が過ぎた。皆が絶望する中、にわかに一人の老翁が現れ工事に携わる人々を指導し、巨石を砕き水路を拓くことができた。しかし用水完成後に忽然と老翁は消えてしまい、皆がこれは天狗が来て助けてくれたのだと言った。この老翁のために建てたのが現在元景寺にある羽階権現（はがいごんげん）である。
元景寺所蔵の古図には、現在の前橋市総社町桜が丘北部にあたる地点に「この辺天狗岩」と記されている。

## 力田遺愛碑
力田遺愛碑（りょくでんいあいひ）は、光巌寺にある江戸時代の石碑。
安永5年（1776年）に秋元長朝の天狗岩用水開鑿の徳をたたえ、秋元家の菩提寺である光巌寺の廟所の前に、「百姓等」が建碑したものである。
1950年（昭和25年）6月16日、群馬県指定史跡に指定。

## 水力発電

### 天狗岩発電所

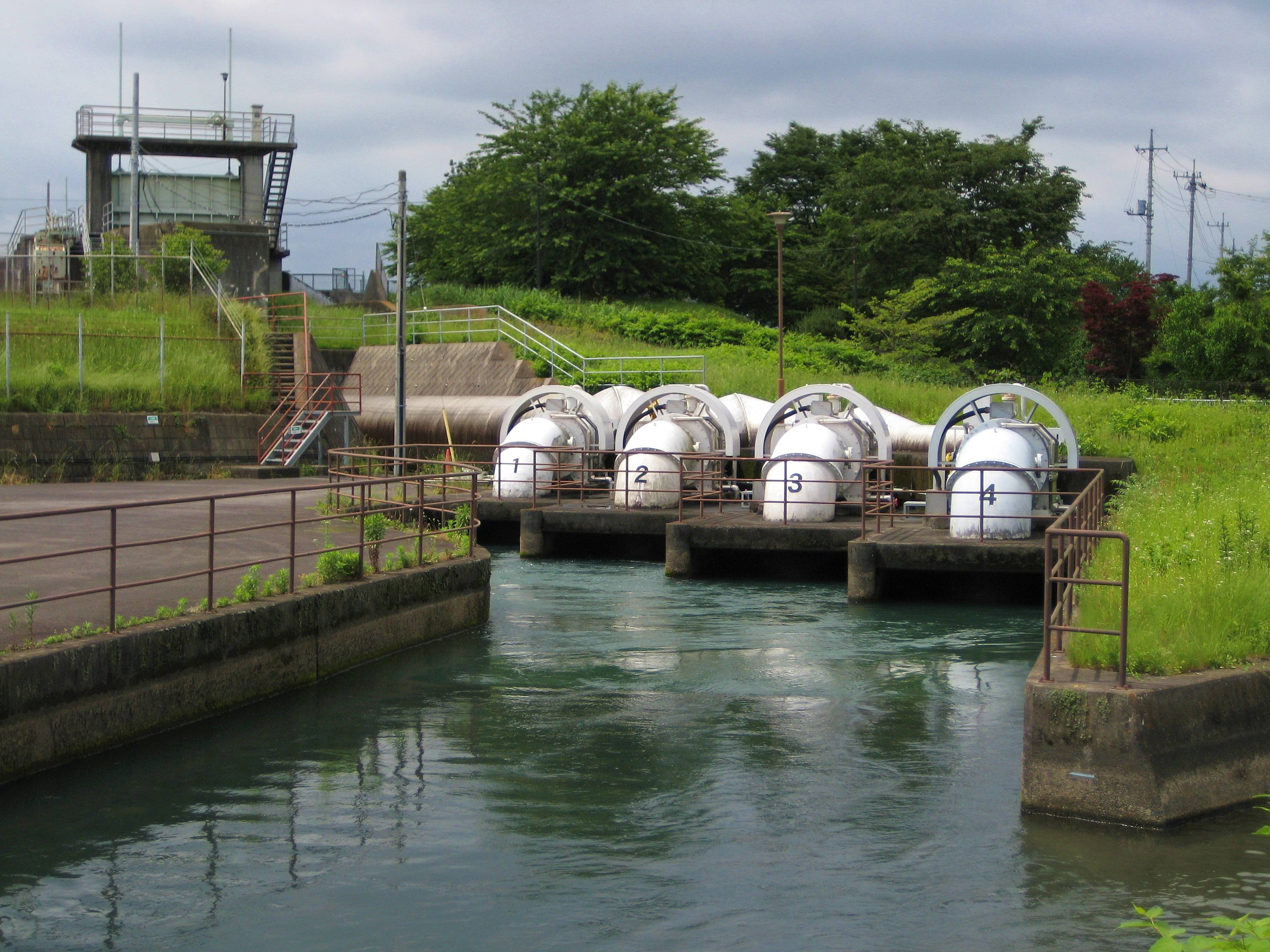
天狗岩発電所
下流側より向かって左側から順に1・2・3・4号機。

吉岡町漆原地内、吉岡自然エネルギーパーク内に位置する小水力発電所。群馬県企業局坂東発電事務所が管轄する。屋外型で一体型の水車発電機を4台設置。天狗岩用水から最大10.4立方メートル毎秒の水を取り入れ、最大7.36メートルの落差を得て、最大540キロワットの電力を発生する。流量の多い灌漑期は全台稼働、流量の少ない非灌漑期は1台のみ稼働と、流量に応じて稼働台数を可変させる方式をとる。1982年（昭和57年）6月に運転を開始した。